# Balcia Insurance
Balcia – to europejskie towarzystwo ubezpieczeniowe, wywodzące się z Łotwy. W Polsce działa pod nazwą Balcia Insurance SE spółka europejska Oddział w Polsce.

## Historia
Firma wywodzi się z Łotwy i jest doświadczonym zakładem ubezpieczeniowym, działającym nieprzerwanie od 1993 roku. Pierwotnie działała pod nazwą Baltijas Transporta apdrošināšana, później znana jako marka BTA. Operowała na terenie krajów bałtyckich: Łotwy, Litwy i Estonii, w krótkim czasie stając się jednym z wiodących ubezpieczycieli w tym regionie.
Produkty Balcia są dostępne na polskim rynku od 2009 roku dzięki współpracy partnerskiej i agencyjnej. Obecnie firma rozwija oddziały w największych państwach Unii Europejskiej, takich jak: Polska, Niemcy, Francja czy Wielka Brytania. W 2013 roku Deloitte umieścił Balcię na liście 50 największych ubezpieczycieli w Europie Środkowej.

## Oferta
Przedsiębiorstwo posiada wszystkie dostępne licencje na ubezpieczenia w dziale drugim. Posiada produkty dedykowane odbiorcom indywidualnym, małym i średnim przedsiębiorcom, a także podmiotom instytucjonalnym. Proponuje ubezpieczenia majątkowe i osobowe (inne niż życiowe).

## Działalność w Polsce
Balcia w Polsce jest członkiem Ubezpieczeniowego Funduszu Gwarancyjnego, Polskiego Biura Ubezpieczycieli Komunikacyjnych oraz Polskiej Izby Ubezpieczeń. Oddział w Polsce znajduje się w Warszawie, przy Al. Jerozolimskich 96.